# メタルマックス ゼノ
『メタルマックス ゼノ』（METAL MAX Xeno）は、角川ゲームスより2018年4月19日に発売された、PlayStation 4とPlayStation Vita用コンピュータRPG。開発は角川ゲームス・キャトルコール・24Frame。「メタルマックスシリーズ」の6作目。本項目ではリメイクの『メタルマックス ゼノ リボーン』も解説する。

## 従来との変更点
各地の町の廃止
舞台である「デストキオ」にはもはやほとんど人がいない状況となっており、各エリアに町と呼べるようなものはなく、拠点は初期地点のアイアンベースのみである。
これに当たって、修理屋・満タンサービス・メモリーセンター・ハンターオフィスなどは削除され、ショップも技術文書獲得によって増加する「テクノロジーレベル」に比例して品ぞろえが増えていく仕様となった。
セーブはほぼいつでもどこでも移動中であれば行えるようになっている。
移動に関しては、「ベクターポート」と呼ばれる転移先として使えるポイントが各地に設定され、そこに到達すれば自由に転移が可能となった。
戦車
C-ユニットの廃止・全シャシーのダブルエンジン化可能・所有台数に制限なし・けん引の廃止・戦車装備の製造可能・複数種類のシャシー製造・戦車型WANTEDの所有化・戦車道具枠の廃止・超改造方法変更・装甲の仕様変更、などがある。
C-ユニットの廃止
C-ユニットは『4』などで存在した特性は外付けの「チップ」というアイテムで任意に付与できる形になった。
また、電撃によるC-ユニット破壊はなくなり、あくまでダメージ属性の一種となった。チップを装着できる数は車両によって異なる（シャシーの種類が同じでもチップスロットの数が違う場合もある）。
全シャシーのダブルエンジン化可能
『4』でのダブルエンジン化不可なシャシーへの対抗策であるダブルC-ユニットが不可能になったためか、本作ではテクノロジーレベルが上がればどんなシャシーもダブルエンジン化が可能である。ただし、ある程度シャーシの段階を上げる必要がある場合もある。
所有台数に制限なし
従来は8～12台ほどで固定であり、それ以上存在する場合はどれかしらの枠と入れ替える形であったが、本作では追加で増えていく形となった。
周回すると所有戦車はそのままに、改めて入手先に行くとその戦車が置かれており、再入手可能。増やし過ぎた場合は、後述の「処分」によっててつくず＋装備品に変換できる。また、1周目から同一車種の別パターンが入手出来たりもする。
けん引の廃止
持ち出す戦車はアイアンベースのポMに頼んで切り替える形となっており、パーティメンバー数を上限として3台までしか持ち出せない。つまりけん引は不可能で、戦闘のやりくりは持ち出した3台で行う必要がある（装備に関しては後述の戦車道具枠の変更があるので、やりくりはあくまで穴や特性の問題）。
戦車装備の製造
戦車装備はショップで購入する以外にも雑魚敵などから入手できる各種素材と「ハイテクスクラップ」を消費することで製造することができる。作成できるアイテムの種類はテクノロジーレベルに比例して増えていく。
基本的に○○㎜砲身などのベースパーツに方向性を決めるサブパーツの2つを組み合わせる形となっている。エンジンは○○機関というパーツ1つで製造可能。
複数種類のシャシー製造
リメインズ（後述）などでは戦車の設計図が入手できる場合があり、テクノロジーレベルが足りていれば「てつくず」を消費して生産が可能。逆に処分することもできる（処分は製造したものでなくても可能）。同一種の複数台製造も可能。
本作では入手時点の穴パターンよりも前の分岐の穴パターンへは変更できなくなっているが、周回時に入手できる設計図でよりフラットに近い形態のものを入手することができる。宝箱から入手するものは、回収後に周回することで新しい設計図が入手できる。とりわけ複数周回後に入手するものはパターン改造不可な特化・特殊タイプとなっている。
戦車型WANTEDの所有化
一部の戦車型WANTEDは撃破することでその場で友軍化あるいは設計図の入手によって、自身の戦力に加えることができる。ただし、比較的大きくはあるが、WANTED時に比べると小さくなっている。
ロンメルゴーストのみ撃破すると設計図を入手する形となっており、マウス（おチビちゃん）と多脚戦車（ゲヘナウォーカー）はその場で入手できる。
戦車道具枠の廃止
戦車道具枠は廃止され、積載量を必要とするのはあくまで装備中の武器だけとなった。すべての戦車道具・装備は入手した時点でアイアンベースのトランクルームに行き、移動中であればどこからでも持ち出せる。ナマリタケなどのお邪魔アイテムは存在ごと削除となった。
後述する装甲の仕様変更に伴い、装甲タイルの類は人間道具の電池パックというものに変更されている。
また、降車中でないとは入れない場所でも戦車装備が落ちている場合がある。
ドッグシステムは基礎機能として実装され、上記のベクターポートへの移動やダンジョンの脱出は自由。ただし、ドッグシステムそのものはないため、これを使った戦闘脱出は不可能。
超改造方法変更
超改造はこれを担当していたアーチストが廃止されており、専用アイテム「超改造合金」を使用することで行う形となった。
合金はS・M・Lとあり、それぞれ10％、30％、100％超改造段階が上昇し、それが100％に到達すると性能が向上する（強化の最大値は99）。1段階ごとに、武器は攻撃力と重量が2％、エンジンは積載量のみ0.5％上昇する。
1周目では入手できず、2周目以降にアリ系モンスターなどを倒すことで入手できる。
装甲の仕様変更
SP自体はエンジンの残積載量がそのまま充てられるという点については変更はないが、本作では装甲タイルではなくエネルギーを使ったバリアという形になった。
移動中に少しずつ回復していく。

ストーリーモードとハンターモード
1周目は強制的にストーリーモードとなり、随時追加・更新される目的に従って行動していく形となる。それに合わせて移動経路もほとんど一本道で進んでいく形。
2周目以降は、開始段階でハンターモードを選択可能になり、マップなどはそのままだが移動に一切制限のない活動が可能となる。また、周回するとドロップアイテムがより強力なものになる（製造素材などもランクアップするが、一部で低ランク品も入手できるのでコンプリートには支障をきたさない）。
他にも、周回すると前の周回で中身を回収していた宝箱は中身がグレードアップしたり高難易度でラスボスを倒すことで次の周回でより強力なWANTEDが出現するようになったりする。
スゴ腕への道
作中で特定の行動を達成すると、スゴ腕ポイントが獲得できる。必要な行動は、埋蔵アイテムの発見・WANTED撃破など様々で、現在挑める内容および達成済みの内容はメニューで確認可能。
このポイントを消費することで各種ステータス・属性ごとのダメージ強化・回避率やドロップ率などのレートに対し、パーセンテージによる補正が行われる。ポイントは獲得分を各キャラでそれぞれ消費可能だが、一度割り振ってしまうと貴重なアイテムを使用しないとリセットできない。
すべての内容を達成することで全項目を最大にすることが可能。
半シンボルエンカウント
フィールドのみに限定されるが、敵にエンカウントするとまずシンボルが出現し、それに接近・射撃を行うと戦闘に突入する仕様になった。これはイベント戦以外のWANTEDでも同様。ダンジョン内は通常通りランダムエンカウント。稀に至近距離にシンボルが出現する場合があり、これがいわゆる「不意打ち」となる。
シンボルはある程度距離をとると消滅する。シンボルが消滅するまで、新しいシンボルは出現しない。
射撃は任意の車両・武器を選択して行うことができ、戦闘時と同じだけのダメージを先手を打って与えることができる。ただし、武器の射程に見合う距離まで近づく必要がある。この「射撃モード」で殲滅に成功した場合、経験値が倍になる。
出現したシンボルは迂回で回避できる他、「獲物の匂い」「囮よせ」を使用して周辺の敵の種類を確認すると即座に消滅するため、フィールドでほとんど戦闘を行わずに先に進むことができる。
行動エリア
本作では行動するエリアが「フィールド」「トンネル」「リメインズ（遺構）」の3つに分かれており、明確に差異がある。
フィールドやリメインズは上記の通りで、トンネルは一部降車しないとは入れない場所がありそこでのエンカウントはほぼ発生しない（例外もある）。
リメインズは各地にある人間が住んでいた拠点跡の廃墟などで、奥まったところには技術文書や設計図などが置かれている。また、エリアごとにリメインズ内にあるすべての宝箱を回収することで、スゴ腕ポイントを獲得できる。ほとんどのリメインズには強力なモンスター「NAMED」が存在しており、レア装備を入手可能。
お約束イベントの削除
Dr.ミンチ・犬・冒険の早期放棄、といった従来シリーズでは何かしらの形で実装されていたイベント要素は排除されている。
蘇生は専用アイテムである「再生カプセル」が一部の自販機でいくらでも買える他、拠点に戻れば自動で蘇生される。
ネフテク装備
ネフィリム・テクノロジー（後述）で開発された戦車装備。大砲・機銃・S-E・エンジンそれぞれ1つずつ入手可能で、それぞれ「ネフィリムウォール」という防衛システムに守られている。
過去作にあった「レーザーバズーカ」と「宇宙砲」の中間ともいえる装備で、3種類あるネフテクパーツを8つあるスロットにセットすることで強化できる。レーザーバズーカのレンズのような組み合わせによる特殊効果が出るようなことはない。
中盤のイベントでこのネフテク装備やパーツを発見・入手できるようになる。なお、周回後のネフテク装備が入手できる場所では最上位のネフテクパーツが入手できる。上記のハンターモード周回で稀に手に入る場合もある。
最大まで強化することで素のパラメーターでは最強の性能を持つ一方、超改造が不可能。
シールドブレイク
NAMEDなどの強敵タイプはほとんどの場合シールドゲージが設定されており、通常以外の特定属性攻撃1つでダメージを与え続けることでシールドブレイクを発生させることができる。
シールドブレイクが発生すると、与えるダメージが約2倍になり、ドロップ率もアップする。
FEVER
ダメージを与えたり受けたりすると、画面右下のゲージが上昇していく。このゲージが最大になった次のターン、FEVERが発生して与えるダメージが約2倍になる。なお、ゲージの上昇量は難易度に反比例する。
ゲージは減少しないが、最大値の状態の場合は逃亡しても成否にかかわらずFEVERが発生する。

### リボーンの変更点
ストーリー廃止
ストーリーが廃止された。また、アイアンベースのすぐ近くにガレキで封じられた近道が用意され、ガレキを破壊すればすぐにでもカタストロプスと戦闘できるようになった。
加入キャラはヨッキィ・ポM以外はいずこかにいるのを発見し、話しかけることで加入イベントが進むようになる。その為、基本的にすべてのキャラは任意加入で、加入を拒否することも可能。マリアはメインストーリーイベント進行の過程で仲間になるが、仲間にしなくてもクリア可能。なお、ディランは再生カプセル、マリアはまんたんドリンクがイベント開始に必要になった(どちらも1つだけアイアンベースに用意されている)。
交流は戦闘を繰り返すなどして好感度を上げることでイベントが発生する。
また、クリアするごとにその難易度のワンランク上が解放されるのは同じだが、システムデータに保存されるため解放された難易度は全てのセーブデータで使用可能となっており、再度一からクリアする必要はなくなった。
戦闘システムのリニューアル
シンボルエンカウント・射撃モードはそのままだが、リメインズでも発生するようになった。また、複数のシンボルが常にフィールドに出現しており、範囲攻撃であれば戦闘時同様範囲内の敵すべてを同時に攻撃できる。
各エネミーシンボルごとに認識範囲が設定され、認識されると画面上部の赤いバーが伸びていき、最大になると戦闘に突入する。バーの伸びる速度は敵の種類と距離による。戦闘中もこのシステムは有効で、場所が悪いと周囲の敵に連続で襲撃されてしまう可能性もある。射撃モードで倒し損ねた場合も同様(複数体で一群とされている場合はすべて同時に撃破しないと戦闘となる)。ただし、敵から遠い場合などは見失うのか管轄外なのか少しだけ戦闘をしてすぐに終了する場合がある。
一度撃破したシンボルはロードで復活するものとしないものとに分かれている。ロードで復活しないものは日数経過で復活する(大型は30日程度、それ以外は7日程度)。
戦闘への突入はシームレスとなっており、戦闘中もターン待ちの間は任意に移動することが可能。これにより、扇形・貫通タイプで巻き込める数を調整できる。一方、全体攻撃はすべて別の範囲に変更されている。
戦闘の内容は各々が素早さに応じて行動が回ってくるリアルタイム戦闘に変更された。次の行動までの時間は各キャラのステータス隣にある円形のゲージで分かる。防御なら半分程度のゲージで済むなど、攻撃の内容によってターンが回ってくるまでの時間に差がある。攻撃が完了しないとゲージがリセットされないため、連射速度の遅い主砲1つを連続で使用する類の攻撃は行動間隔が広まってしまうことになる(特にバースト系)。
射出された弾は追尾するように飛ぶため、移動して回避するということは不可能。また、到達する前に戦闘を終了させても追尾性は消えず、着弾すると普通にダメージを受ける。ファストトラベルで他に逃げてしまえば無効。
回復アイテムとして、修理キット(大破・破損の2種)、予備装甲、予備弾薬が登場。全て戦闘時に使用可能だが、緊急時に使うものとしては回復量が心もとない。
戦闘終了後、□△ボタン・タッチパネル・OPTIONボタンが効かなくなるというバグが存在している。移動と砲塔の旋回のみが可能だが、エリア切り替えをするまでメニューの表示やセーブ＆ロードが不可能となる。使えなくなるのがほとんど戦闘で使用しないボタンであることとステータス表示が出ているため、戦闘終了しても戦闘時であるという判定がされてしまっている可能性が高い。
賞金首システムの変更
賞金首のドロップに「賞金首名＋コア」というアイテムが追加された。無印の際にドロップしていた装備はこれを素材として製造するという形となる。これにより、高レアリティ装備の吟味がしやすくなっている。製造できる装備の中には戦闘でドロップするものもあり、運次第では同じアイテムが2つ入手できる。ただし、高難易度でのみドロップテーブルに乗る装備は共通して対象外。
賞金首から入手できる戦車装備は、エンジン以外はほとんどが賞金首コアとともに確定でドロップする「抹殺のコア」を消費することで改造できる。2段階進化させるためには2つ必要になるため、闇雲に改造していると必然的に不足する。
賞金首は一度倒して数日経過すると同じ場所にいくらか強力なプロトタイプなどが出現し、改めてドロップアイテムを得ることができる。ただし、確定ドロップであったコア系アイテムもランダムとなっている(他のドロップアイテムよりドロップ率低め)。他の大型モンスターと合わせ、リポップまでにかなりの日数を必要とする。ただし、プロトタイプの半分程度は他の雑魚同様「囮寄せ」で呼び出すことが可能(飛行タイプ・場所固定タイプは共通して対象外)。
なお、文明崩壊状態でお金のやり取りをする賞金や売買などのシステムは「決済システムが堅固なセキュリティによって完全自動化されている」という設定となった。
戦闘可能な補給基地「イーヴルベース」などの追加やゲヘナウォーカーの通常モンスター化など内訳が変化している他、デスデリバラーやロンメルゴーストなどは初回では普通に進めているとほぼ勝ち目がないくらいに強化されている。
FEVER・シールドブレイクは廃止。
戦車システムの変更
装甲タイル・所有台数制限は従来の物に戻った。戦車製造がなくなったため、ロンメルゴーストはおチビちゃん同様、マルチレグはゲヘナウォーカーが通常モンスターに降格となったのに合わせて他の戦車同様発見して拾う形となった。
特性チップは最大数が5つで固定となり、安価の改造によって増やすことができる。ただし、守備力が下がってしまう。穴同様、埋めることも可能。
ダブルエンジンは特定のチップを搭載することで機能するようになった。このチップは枠を3つも使用するため、ダブルエンジン化が一方的な利点ではなくなった。なお、非常に高価であり、初期装備に搭載している戦車は重戦車系のみ。エンジン補助も同じく3枠使用する。
上記のリアルタイム戦闘と合わせ、軽い機銃5つ＋機銃強化チップ満載によるマシンガンラッシュ型、重量増加をダブルエンジンで帳消しにして主砲×5によるキャノンラッシュ型、ターンの回りと消耗が激しくなるが主砲1つ＋サポート用装備による電光石火型、と言ったバリエーションが考えられるようになっている。
戦車には走行性能が設定されており、軽いほどフィールドでの移動速度が上がる。ただし、軽いと山になっている所で車が撥ねてしまうなどコーナリングが難しくなる(重くても跳ねない訳ではない)。移動はR2/ZRで前進、L2/ZLで後退、R2＋L2/ZL+RLで超信地旋回という操作になった。
戦車ごとの特性は初期SP・守備力・走行性能・入手時の装備程度になり、固有装備及び戦車ごとの穴の改造制限は全て撤廃された。
ネフテク装備は撤廃され、主人公の固有スキルの強化アイテムとなった。ちなみに、ノア由来の技術であるためか、ネフテクの防衛機構は揃ってSoNS扱いとなった。
超改造は上限がなくなり超改造合金1つで上げられるようになったが、武器は0.1％の重量増加に対して攻撃力が1しか増えず、エンジンは積載量のみが0.1％増加する仕様で、いささかアンバランス。相性がいいのは、武器は22㎜チェインガンなど攻撃力は低いが手数でフォローするタイプ且つ軽いもの、エンジンはトータルエンジンなど元の重量が重くても積載量が多いもの。超改造合金は高難易度ですべての敵がドロップするようになっている。
人間システムの変更
職業が撤廃され、全ての人間キャラは職業に相当するスキルツリーの中から選んで成長させる形となった。また、キャラごとに各職業スキルに固有のものが存在している。
武器とプロテクターは2つまで、それ以外は1つずつ装備できる。性別制限以外キャラによって装備できないものはないが、キャラごとに武器に適性が存在している。
追加キャラクターとしてポチが復活、ボMがパーティに参加する。ポチタンクはないが、装備の性能により人間よりは防御力が高い。ポMと犬は専用のスキルツリーを持つ。
存在する宝箱の数を調べる「お宝の気配」がドロップ率アップのスキルになっていたり戦闘中に破損を修理するスキルがなくなっていたりなど、従来のスキルの扱いも変化している。また、SURVIVE(サバイバー系統)が囮寄せやお宝の気配を担当したり、REPAIR(メカニック系統)がDRIVE(ハンター系統)より深く戦車戦闘を強化できるようになっていたりする。
ハンドガンサイズ以外の武器の場合、攻撃モーションが長めで若干不利。
その他
周回プレイは廃止。カタストロプスを撃破すると一旦タイトルに移動するが、クリアの際に使用したデータに上書きがされており、ロードすると全ての宝箱と埋蔵品、カタストロプスが復活する。そのため、ワンオフ品はかなり少ない。
技術レベルは廃止され、リブロドームのイベントをクリアすることで店のラインナップが増加するようになった。ただし、汎用品の多くは最初から購入可能。金さえあれば205㎜砲などを最初から買えるものの、値段が大幅に増加している。エンジンの改造と売却で資金問題は解決する。
クリア後、帰還時に一切の回復が行われない「サバイバルモード」がプレイ可能になった。ニューゲームで開始した場合のみ設定可能。人間は寝れば死亡以外回復するが、戦車は予備装甲や弾薬回復アイテムなどを使用するしかない。なお、弾薬回復アイテムは安価だがこのモードでしか販売されない。蘇生はリブロドームクリア後から購入できる再生カプセルかスキルを使う必要があるため、その前に死亡してしまうと非常に厳しいことになる。プレイヤー側の利点としては、このモード限定のトロフィーがあることと戦闘中に弾薬が回復できるので最大弾数が少なく強力なS-Eが相対的に使いやすくなっていること。

## 登場人物

### プレイヤーキャラクター
タリス
声 - 根塚良
- 初期職業：ハンター

本作の主人公。仲間や家族を皆殺しにした巨大モンスターの手がかりを求めて流離う復讐者。失った左腕の代わりに、謎の戦闘用義手「復讐の左腕」を装備している。また、本作の拠点であるアイアンベースに立ち寄る直前にレッドウルフ「紅の復讐者」を入手している。
復讐心ゆえにとにかくモンスターを抹殺することを優先させがちだが、ヨッキィを「いい奴」「友達」と評するなど決して他人に無関心というわけではない。ディランが追い出されそうになった際も、仲裁を行っている。トニの想いに気が付いているが、自身の生い立ちから彼女と結ばれることを拒んでいる。
戦闘中、その左腕の力で強力な電撃属性の全体攻撃を行える。ただしこの左腕は完全には制御できておらず、数回使用すると麻痺する（回復アイテムのマヒノンやヨッキィの専用スキルで回復できる）。また、反撃能力と迎撃能力を兼ねたスキル「逆鱗の左腕」も使用可能（こちらはデメリットなし）。
『リボーン』では復讐の左腕は使用時の制限がなくなり、ネフテク変異素子というアイテムを使って様々な属性のスキルを習得できるようになった。SoNSに対して高い威力を発揮する・強化段階と同じだけ攻撃が行われる・各使用回数が12回まで増える、といった共通特性を持つ。一方、迎撃能力はなくなっている。職業スキルには固有のものが少ない。
トニ
声 - 石飛恵里花
- 初期職業：サバイバー

アイアンベースの周りに存在した町・アイアンシティの商人の娘。一緒に避難した父親が死に、自身もSoNsに捕らわれ窮地に陥っていたところをタリスに助けられる。
タリスに一目惚れしており、タリスの素性を知っても彼に想いを寄せている。しかし一方で、ジンゴロウのデリカシー皆無の発言などのせいもあり、男性不信気味になっている。
平均的な能力であるが、非戦闘員に近い立場故か能力が低め。ただし、レベルやジョブの成長速度が速い。固有スキルにより、火炎属性のダメージが増加する。
『リボーン』ではミサキよりも回復に向いたキャラになっており、MEDICAL(ナース相当)において複数の回復スキルを習得する。レベルアップが早いのは同様。
ヨッキィ
声 - 生田鷹司
- 初期職業：メカニック

アイアンベースで育ったメカニック。アイアンシティで偶然見かけたトニに一目惚れしており、町が破壊された後は、彼女も死んだものと思い込んでいたこともあって飲んだくれていた。後に生存が確認されたことで飲酒をやめ、パーティメンバーに参加するようになる。
ストーリー途中でトニに告白とともに指輪をプレゼントするも、男性不信状態のトニに体目当てと思われて拒否された挙句、後にタリスが好きであることを知り、そのタリスがヨッキィ自身をお勧めしても意見が変わらないなど、完全に脈がないことが判明。ショックでヤケ酒を煽るも、タリスを悪く言うことはなかった。その後はマリアの「フォロー」もあって立ち直り、引き続きタリスとは良好な関係となっている。ただし、トニとのわだかまりは残っている模様。
戦闘力は低いがタリスに次いで運転Lvが高い。固有スキルにより、メカニックのものとは別に修理を行うことができる。また、このスキルでタリスの麻痺も直せる。
『リボーン』ではREPAIR（メカニック相当）で唯一スキルで大破を修理できるようになる（破損修理であればだれでも習得可）。強力なものが多い機械兵器系装備との相性がいい。
マリア
声 - たかはし智秋
- 初期職業：ソルジャー

アイアンベースとは別の町で生まれ育った女戦士。「不死身のマリア」の異名を持ち、人類の知的遺産の宝庫である図書館を守護している。他にも仲間がいたのだが、全滅して現在は彼女一人。
さばさばした性格でキス魔。うれしくなるとキスをしてしまうらしい。2人目の女性生存者ということで（特にトニに）歓迎される。過去に何かあったらしく「現在は不妊症」らしい。
トニとは逆に、初期値は高いがレベルアップが遅い。また、大半のボスが戦車で戦闘可能である本作において、運転Lvが低い彼女は重要度が低め。固有スキルにより致死レベルのダメージを受けてもHP1で耐えられる。
『リボーン』では戦闘力そのものを増強するスキルを固有とはせず、「不死身」の異名にならってかむしろ徒歩時の迎撃能力や薬の効果増強など生存性を高めるスキルを習得する。数々の兵器に適性を持つため、戦闘力も高い。
ディラン
声 - 川端快彰
- 初期職業：ギャングスタ

アイアンベース周辺を襲っていた盗賊団の頭目。部下の無念を晴らすためにSoNsを殺して回っていた。タリスらによってアイアンベースに案内されるも、当時の悪行ゆえ追放の話が持ち上がってしまう。
女は乱暴にされた方が喜ぶと語るなど粗暴な発言が多く、ミサキとは非常に仲が悪い。一方で、トニに化けたイティカが夜に自室にやってきた時は一旦注意を入れるなどある程度の分別はある。また、盗賊行為も身寄りのない人間たちが生きていくためにやったことではある（悪行には違いないが）。そういった面もあり、ミサキとの喧嘩以外は特に問題行動は起こしてない様子。
マリアに次いで高い戦闘力を持つが、やはり運転Lvが低め。固有スキルにより、氷属性のダメージが増加する。
『リボーン』ではMILITIA（ソルジャー・ギャングスタ相当）で攻撃力を上げたりアイテムを盗んだりできる。バットなど、兵器以外での武器に適性を持つ。
ミサキ
声 - 小林ゆう
- 初期職業：メディック

＜大破壊＞について研究を続ける戦士。男性だが、女性と見まがうような美貌を持つ。粉じん対策でマスクをよく着用している。
「タイクーくん」と名付けた22式対空戦車を愛車として用いている。また、身体能力の高いディランとのタイマンで攻撃を回避し続けるなど、戦闘能力も高い。
落ち着いた物腰であり、粗暴なディランとは仲が悪く度々嫌味を言っては喧嘩をしている。ただし、追い出すように画策したりなどはしないあたり、本気で彼を拒絶しているわけでもないようである。
ディランと比べると、筋力・体力は低いが素早さが高い。また、運転Lvは戦闘Lvと同値。固有スキルにより、音波属性のダメージが増加する。
『リボーン』では様々な職業で手りゅう弾系アイテムを強化するスキルを持つ。医療器具系の武器に適性を持つ。
イティカ
声 - 山岡ゆり
- 初期職業：サバイバー

アイアンベースにたどり着いた少女。その正体はミュートと呼ばれる亜人種であり、特技「七変化」では他の仲間に化けることができる。尻尾が生えている。
元はミュートであることを隠して劇団に所属していた（尻尾も衣装の一環ということにしていた）のだが、正体がばれて牢屋に放り込まれた。しかし、ちょうどその室内にあった生体維持装置に自分を入れることで、モンスターの襲撃を受けずに済んだ。
トニ同様低めだが平均的な能力を持つ。固有スキルにより、被ダメージの軽減と別キャラのステータスコピーが可能。ただし、特技はコピーされない。
『リボーン』では変身能力はなくなり、各キャラの固有スキルの一部を習得できるようになっている。
ポM（ポスト・ヒューマン・モディファイド・クラスM）
声 - 立花理香 / 戸坂美月（リボーン）
アイアンベースのオペレータであるアンドロイド。詩を好む。拠点では帰還時の補給と修理・持ち出す戦車の変更・ネフテク装備のセットアップを担当。
整った容姿をしているが、ジンゴロウとダヌンツィオからすると「女性的にはなし」らしい。
『リボーン』ではリブロドームクリア後に話しかけることで戦闘に参加する。戦闘ロボットではないため、加入時はレベル1。固有のスキルツリーを持ち、職業ごとに分散している能力強化系スキルを習得しやすい一方、各職業のスキルはイティカが習得できない方の固有スキルとDRIVER（ハンター相当）の全門発射のみと拡張性が狭い。また、スキルポイントの増加量が少ない。

### その他のキャラクター
ジンゴロウ
声 - 浦山迅
ヨッキィの師匠であるエンジニア。人類絶滅に対する危機意識から、体力が回復したトニに子作りするように求めるなどデリカシーがないため、トニから嫌われ気味に敬遠されている。拠点では戦車関連全般を担当。とりわけクルマの改造が好きで、その依頼をするとテンションが上がる。
ダヌンツィオ
声 - 篠原剛
アイアンベースの住人たちのリーダー格。おネエ言葉を使う。拠点ではショップ・酒場・ジョブチェンジを担当。
ジード
家族を失ったタリスを育てたハンター。モンスターに襲撃され、タリスを逃がすための囮となった。
タリスに様々な教えを残しており、彼の言葉を回想するときがある。時折状況に即した反応を返す場合もあるが、タリスが多重人格化しているというわけではない様子。
リボーンでは完全消滅。

## モンスター
モンスターにはNORMAL、WANTED、BOSSという区分があり、このうちWANTED級のモンスターは賞金がかけられているという設定であり、撃破時は大金とともに強力な兵器を得ることができる。
また、通常のモンスターとは別に、Sons of NOA(SoNs)という機械系のモンスターも存在しており、一部のSoNsは人語を解する。
巨大アリ
- 区分：NORMAL

名前の通り巨大化したアリ。最弱モンスターだが、2周目以降は超改造合金を落とす。
リボーンではUトキオトンネルの各所に穴を空けて巣を作っており、登場終盤近くでも目にすることがある。
からっポリタン
- 区分：NORMAL

機械の足が生えたポリタンク。＜大破壊＞では火炎放射能力をもって人類に脅威を与えた。派生種にうろつきポリタンがいる。
リボーンでは登場機会が大幅に削られたが、一方で撃破時にうける自爆ダメージは低レベルでは危険な威力を持つ。
無人戦車
3本の主砲を持つ自律式戦車。
デザートホッパー
4本足で飛び回る大砲。
殺人アメーバ
原生生物が汚染によって変異した存在。
抹殺マシーン
人類が戦争のために開発したロボット群がノアによって乗っ取られた存在。
おチビちゃん
- 区分：WANTED

人類がノアへの対抗策として開発した重量級戦車がノアに乗っ取られた存在。ベースは未完成で終わったドイツ戦車「マウス」。戦闘後はハッキングが解け、プレイヤーが移動手段として使用することができる。装備がすべて弾数の少ない固定装備のため、やや扱いづらい。
リボーンでは装備制限の撤廃に加えてWエンジンチップを初期装備に持っている他、Wエンジンチップとは比べ物にならないが登場時点では高価なキャノンラッシュチップをドロップする
ゲヘナウォーカー
- 区分：WANTED

同じく人類がノアへの対抗策として開発した試作戦車がノアに乗っ取られた存在で、戦闘後は「多脚戦車」として入手可能。その名のとおり8本ある脚で動く。
リボーンでは通常モンスターに降格してしまったが、強力なゲヘナバーストや最上位主砲を強化するために必要な超高精度ブリーチをドロップするため、プレイヤーにとってはむしろ有利。
巡航サイゴン
- 区分：WANTED

ミサイルを背負ったサイのような姿をしたモンスター。＜大破壊＞の時代から存在している。
リボーンでは、高難易度においてプロトタイプが最強クラスのS-E製造に大量に必要な「無敵飛翔体発射装置」をドロップする(このアイテムのみ、製造時に複数個要求されるものがある)。クリア後・サバイバルモード限定だが、同じくドロップするホバリングノラと違って囮寄せ可能。
グリフトロ
- 区分：WANTED

飛行能力を有するモンスター。
リボーンでは、高難易度において同じ場所に上位個体のクラウドクラーケンが登場する。後述の甲羅ドーラなどもそうだが、同じ場所に登場するランク違いの賞金首及びそのプロトタイプはポップフラグが別枠設定されており、撃破しても難易度を変えてセーブ＆ロードするとすぐに登場する。また、登場後に難易度を変えてもロードしなければ変化しない。
不条理駆動 ザムザ
- 区分：WANTED

クモのような姿をしたSoNs。捕らえた獲物をおとりとして用い、救助された者を巻き込む戦法をとる。牙のような部分は音波や電撃を放つことができ、撃破時に「ソード」「ブレード」と名の付く大砲として入手できる。
マン・ザッパー
人類を駆除するために徘徊するロボット。通常は少人数戦を想定した初期体型をとるが、駆除対象が通常の人間より強いと判断した場合は戦闘体型に変形する。
下記のジャック・ザッパーをはじめとしてザッパー系ロボットは強敵タイプであるが、シールドが存在しない上に全属性に耐性を持つため非常に堅牢という特徴を持つ。
リボーンではコアから主砲並みの威力を持つ機銃「キャノンチューブ」を作成可能。機銃なのでそれなりに軽く弾数無限。
ジャック・ザッパー
マン・ザッパーの上位互換モデルで、拠点襲撃に重きを置いている。
レッドスワン
- 区分：BOSS

スナザメの変異体で、赤い体色が特徴。アイアンベースのすぐ南にある砂漠におり、スナザメより先に交戦できる。
軍艦サウルス
- 区分：BOSS

軍艦をまとった恐竜のような姿をしたモンスター。強力な主砲やエンジンをドロップする。最高のSP回復アイテムもドロップするが、効率は良くない。
リボーンでは割と早い段階で一度戦闘可能。それまでの賞金首を大きく上回る体躯に圧倒されがちだが、意外と強くないので装備強化のチャンスである。
母艦サウルス
- 区分：BOSS

軍艦サウルスの上位個体。ネフテク装備の一つであるエンジンが隠されている場所の直上に居座っており、倒さなければ発見・入手ができない。
リボーンでは最上位である軍艦キングとともに、高難易度で軍艦サウルスがいる位置に差し替わる形で登場する。
甲羅ドーラ
- 区分：WANTED

巨大な亀形モンスター。背中には大砲を背負っており、遠距離から攻撃してくる。
背中の大砲であるかは不明だが、倒すと100tもの重量を持つ強力な大砲をドロップする。また、トータルエンジンというエンジンもドロップする。
上位版として甲羅ドーラ改がおり、こちらは300t砲をドロップする（重量は300t）。なお、ネフテクエンジンや特性パーツを使うことで十分採用範囲である。
リボーンでは、トータルエンジンは改限定となったが積載量が最大1.7倍と大きく強化され、全てのエンジンの中でも最高の性質となった。重量も重くなっているが、☆5となると余剰積載量が200t近い。なお、改限定なのでクリア後入手になるはずだが、なぜかノーマルの甲羅ドーラと甲羅ドーラ改の各プロトタイプのドロップテーブルが逆になっており、中盤に入手チャンスがある。
カタストロプス
- 区分：WANTED

タリスの住んでいた町を襲撃した超巨大な戦車であり、SoNsを統率するAIを搭載した人類殲滅の最先鋒。通称「プロシージャ・エンダー」。
人間の軍事拠点などを発見すると、地面に巨大なキャタピラ痕を残しつつその場所に赴き圧倒的火力で破壊する。タリスが住んでいた場所も軍事施設を中心とした町であったため、攻撃対象となった。
外見からは分からないが、SoNsの特徴である目玉のパーツが内部に隠されている。
リボーンでは「破滅の顔」という通称となり、中盤で戦闘を挑むことが可能だがまず勝利は不可能。なお、主砲の威力は大幅に抑えられ、一撃でSPが消し飛ぶようなことはなくなった。

## 用語
アイアンベース
旧時代に作られた軍事拠点。
軍事機密扱いで一般人は立ち入りが制限されている。しかし、それでも防衛力に優れていたためか、周辺には比較的大きな町「アイアンシティ」ができていた。
アイアンシティはSoNsの襲撃を受けて壊滅しており、現在周辺は砂漠状態である。アイアンベースは機密保護を優先して、その襲撃に対して救援を出さなかったという過去がある。
ユートキオ
U-TOKIOとも書く。ノアの襲撃により東京の地上部は多大なダメージを被ってしまったが、地下にいくつものトンネルを張り巡らし、そこに潜むことで反撃に備えた。
これらのトンネルは生活拠点としての能力はさほど高くはないものの人類が生存できる環境であったためある種の町と化していた。
その甲斐あって、「東京反攻」と呼ばれる一大作戦で地上部を奪い返すことに成功するも大攻勢を食らってしまってU-TOKIOごと東京の住民の大半は殺されてしまい、現在は「デストキオ」と呼ばれている。
デストキオの生存者の大半は日本名ではないが、その理由は不明。
SoNs
かつて、ノアは人類を殲滅するつもりはなく文明破壊を主目的としていた。しかし、「メタルマックス」の主人公に破壊されたことで目的を人類殲滅に切り替え、停止間際にそのコマンドを世界中に送信した。それに忠実に人類殲滅を目指しているのがSoNsである。
「プロシージャ・エンダー」カタストロプスのAIがノアの「遺言」を受け、自身の配下たる機械兵器たちに人類殲滅を指示している。なお、2段階のAIを経て作られたSoNsのAIの設計思想は人間のそれとはもはや別物らしい。
ネフィリム・テクノロジー
略称は「ネフテク」。人類の常識に縛られず新技術を開発するノアに対抗するため、そのノアの新技術を解析して逆開発した技術。
それらは完成することなく終わってしまったが、超越的な潜在能力を秘めたままデストキオの各地に埋まっている。

## 開発
2017年10月20日、本作の予告編がPlayStationの公式Youtubeアカウントを通じて公開された。
1週間後、角川ゲームスは電撃PlayStation誌上にてPlayStation 4・PlayStation Vita向けゲームとして本作を開発していることを明かし、2018年第一四半期に発売予定であるとした 。
キャラクターデザイナーには、成人向け作品で知られる織田nonが起用された。
『メタルマックス4 月光のディーヴァ』発売後、シリーズの生みの親である宮岡寛らは『メタルマックス ファイアーワークス』開発のために新しいブランドチームを立ち上げたが、のちに新しい家庭用ゲーム機向けのソフトを作ることを決めた。『4』の失敗の要因は様々な要素を詰め込みすぎにあると考えた宮岡は、原点に戻りつつも今までとは異なるメタルマックスとして本作の開発を決意した。角川ゲームスの安田善巳も、宮岡の熱意にこたえるべくプロジェクトに参加した。
宮岡が「これまでよりもさらに荒廃した世界を舞台にしたらどうなるのか」ということを考え続けた結果、過去作とは異なる内容になったことから、あえてナンバリングではなく“Xeno”という名称がつけられた。“Xeno”はシリーズの原点に戻るという意味と、「不要なものをそぎ落とした後に何が残るのか」という意味を含んでおり、ディレクターの友野祐介はイベントの中で、どれだけそぎ落としてもメタルマックスらしさは残ると述べている。
宮岡はキャラクターの動かし方について悩んだ結果、本作のストーリーを「『人類最後の乙女』であるトニをめぐる青春物語」にした。一方、友野はキャラクター性と世界観の折り合いに苦労したとイベントの中で述べている。
本作では、プレイヤーがモンスターに発砲することによって能動的に戦闘に持ち込めるというシステムが新たに導入された。また、滅亡した世界のリアリティを出すため、戦車のパーツは敵を倒すことによって手に入れるという方式が導入された。
その一方、ポチをはじめとする動物の仲間など過去作の要素の一部は導入が見送られた。
2018年4月19日に日本語版が発売されており、英語版の発売は2018年第二四半期を予定している。

## 主題歌
オープニングテーマ「Unforedoomed」
歌：LADYbeatMANIAX
タリスのテーマとして作られた。
エンディングテーマ「aube」
歌：ELFI
門倉が「Wanted!」のアレンジを依頼したことがきっかけで、ELFIの起用につながった。